# Катоба (Северна Каролина)
Катоба (енгл. Catawba) град је у америчкој савезној држави Северна Каролина.

## Демографија
По попису из 2010. године број становника је 603, што је 95 (-13,6%) становника мање него 2000. године.
| Група             | 2000.       | 2010.       |
| Белци             | 433 (62,0%) | 421 (69,8%) |
| Афроамериканци    | 212 (30,4%) | 130 (21,6%) |
| Азијати           | 7 (1,0%)    | 6 (1,0%)    |
| Хиспаноамериканци | 39 (5,6%)   | 39 (6,5%)   |
| Укупно            | 698         | 603         |